# 费克斯勒欧克洛谢
费克斯勒欧克洛谢（法語：Fexhe-le-Haut-Clocher，法語發音：[fɛks lə o klɔʃe]）是比利时瓦隆大区列日省瓦雷姆區的一个市镇，通行法语，是比利时法语社群的一部分，面积19.25平方千米，人口3,263人（2018年1月1日）。

## 友好城市
- 法國 阿伊勒欧克洛谢